# Curt Jahn
Curt Jahn (* 16. Februar 1892 in Schmalkalden; † 7. November 1966 in Coburg) war ein deutscher General der Artillerie im Zweiten Weltkrieg.

## Leben
Curt Jahn trat, nachdem er Kadett gewesen war, am 8. März 1910 als Fahnenjunker dem Feldartillerie-Regiment 30 (Rastatt) bei und wurde hier am 18. August 1911 mit Patent zum 30. August 1909 zum Leutnant befördert. Am 18. August 1918 wurde er Hauptmann.
Nach Ende des Ersten Weltkrieges wurde Jahn in die Reichswehr übernommen und war u. a. 1923 in der Heeres-Ausbildungsabteilung (T4) beim Reichswehrministerium in Berlin eingesetzt. Am 1. Mai 1933 erfolgt seine Beförderung zum Oberstleutnant. Ab 1. Oktober 1934 war er nach der späteren Übernahme in die Wehrmacht bis 1936 Kommandeur des Artillerie-Regiments 5 (Ulm). In dieser Position wurde er am 1. Mai 1935 Oberst. Anschließend übernahm er ab 6. Oktober 1936 für ein Jahr das Artillerie-Regiment 35, welches aus dem Artillerie-Regiment 5 gebildet worden war, wurde dann am 12. Oktober 1937 erster Artilleriekommandeur (Arko) 35. Vom 1. März 1938 bis 1940 war er Kommandeur der Artillerieschule Jüterbog.
Als Generalmajor; ab 1. Januar 1939; wurde er Anfang Oktober 1940 erster Kommandeur der 121. Infanterie-Division. Am 1. November 1944 erfolgte seine Beförderung zum Generalleutnant. Nachdem die Division zur Vorbereitung der Unternehmen Barbarossa nach Ostpreußen verlegt worden war, gab Jahn am 5. Mai 1941 das Kommando ab. Vom 25. Mai 1941 bis 1. April 1942 war er Kommandeur der 3. Infanterie-Division. Mit der Division war er in der Schlacht um Moskau eingebunden. Am 1. Mai 1942 wurde er erster Kommandeur der 233. Reserve-Panzer-Division, welche im Juni 1942 die 233. Panzergrenadier-Division wurde. Am 1. März 1943 gab er das Kommando ab. Ab Mitte des Monats war er kurzzeitig Kommandeur der 709. Infanterie-Division. Er wurde ab 1. Juli 1943 Höherer Artilleriekommandeur (Harko) 308. Von Mitte April 1944 bis 24. Mai 1944 war er mit der Führung der 18. Panzergrenadier-Division beauftragt. Anschließend war er wieder nur kurz Kommandeur der 12. Infanterie-Division. Am 1. Juni 1944 übernahm Rudolf Bamler die Division und Jahn ging vom 12. Juni 1944 in einen Lehrgang für Kommandierende Generale, welcher bis 8. Juni 1944 dauerte. Anfang Juli des gleichen Jahres wurde er Kommandierender General des LXXXVII. Armeekorps.
Von September 1944 bis Kriegsende war er Führer des neu aufgestellten Generalkommandos Lombardia. in dieser Position wurde er am 1. Oktober 1944 zum General der Artillerie befördert und kämpfte im Frühjahr 1945 während der Frühjahrsoffensive in Italien mit dem Generalkommando im Rahmen der Heeresgruppe C.
Nach dem Krieg wohnte er in Recklinghausen.

## Auszeichnungen
- Eisernes Kreuz (1914) II. und I. Klasse
- Spange zum Eisernen Kreuz II. und I. Klasse
- Deutsches Kreuz in Gold am 18. Juni 1942